# Chilly (Somme)
Chilly és un municipi francès situat al departament del Somme i a la regió dels Alts de França. L'any 2007 tenia 168 habitants.

## Demografia

### Població

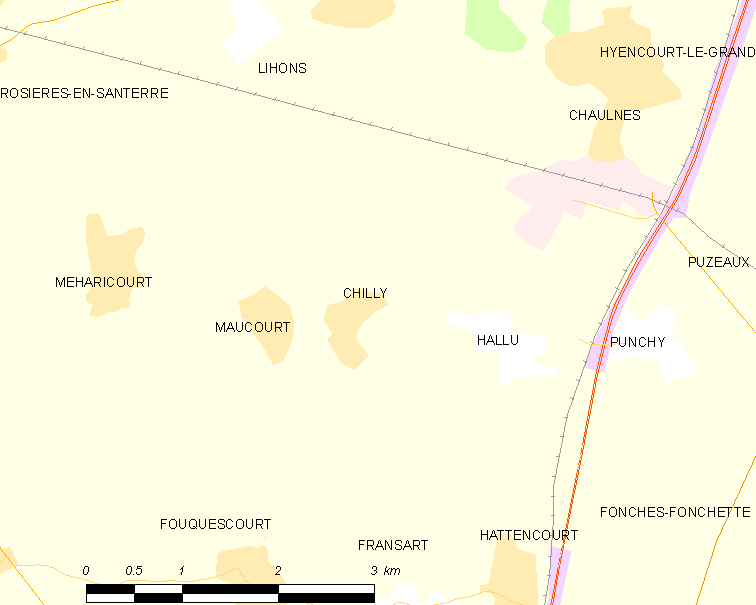

El 2007 la població de fet de Chilly era de 168 persones. Hi havia 58 famílies de les quals 7 eren unipersonals (7 homes vivint sols), 20 parelles sense fills i 31 parelles amb fills.
La població ha evolucionat segons el següent gràfic:
Habitants censats

### Habitatges

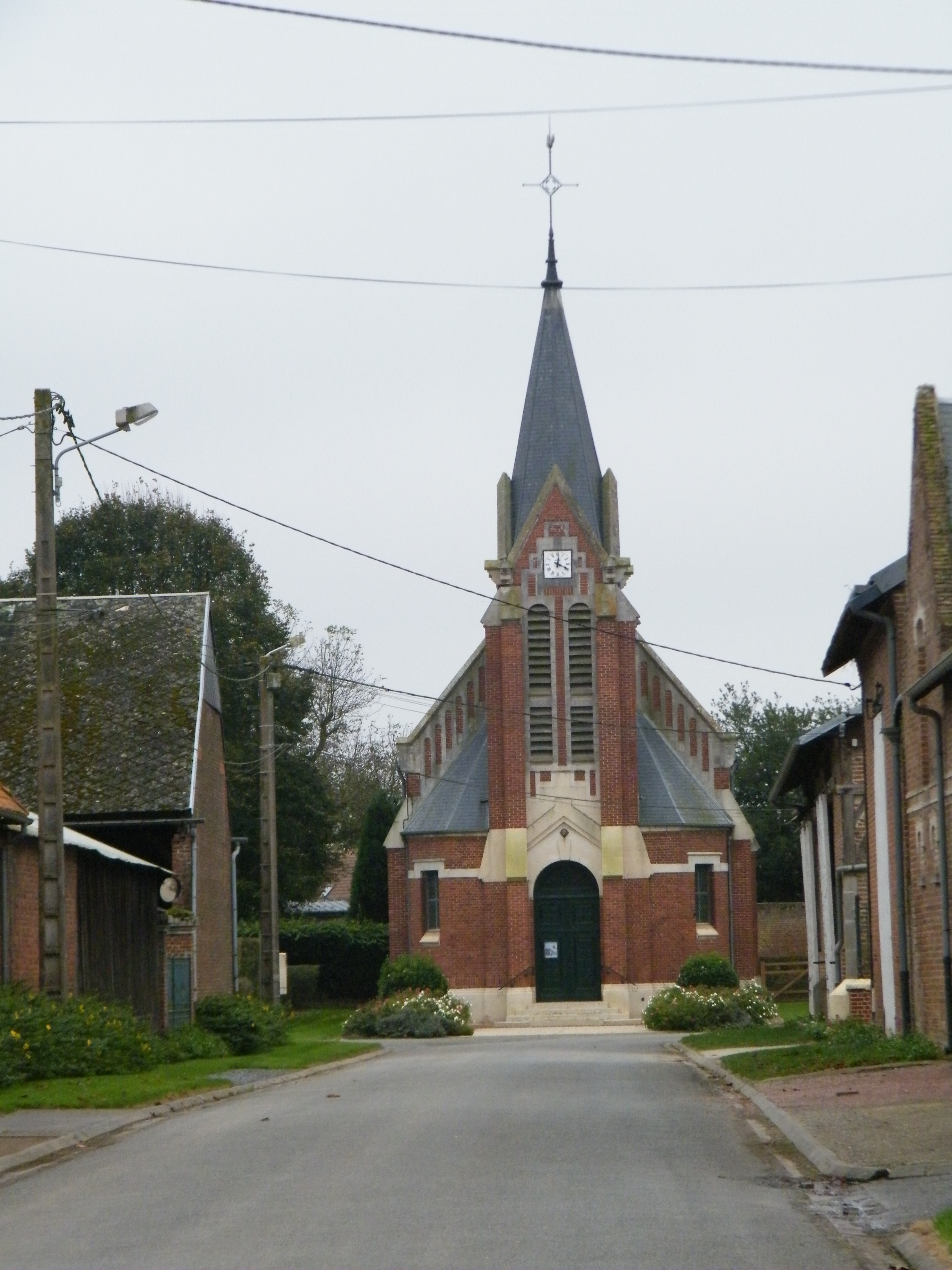

El 2007 hi havia 71 habitatges, 59 eren l'habitatge principal de la família, 6 eren segones residències i 5 estaven desocupats. Tots els 71 habitatges eren cases. Dels 59 habitatges principals, 49 estaven ocupats pels seus propietaris i 10 estaven llogats i ocupats pels llogaters; 2 tenien dues cambres, 3 en tenien tres, 15 en tenien quatre i 38 en tenien cinc o més. 54 habitatges disposaven pel capbaix d'una plaça de pàrquing. A 23 habitatges hi havia un automòbil i a 32 n'hi havia dos o més.

### Piràmide de població

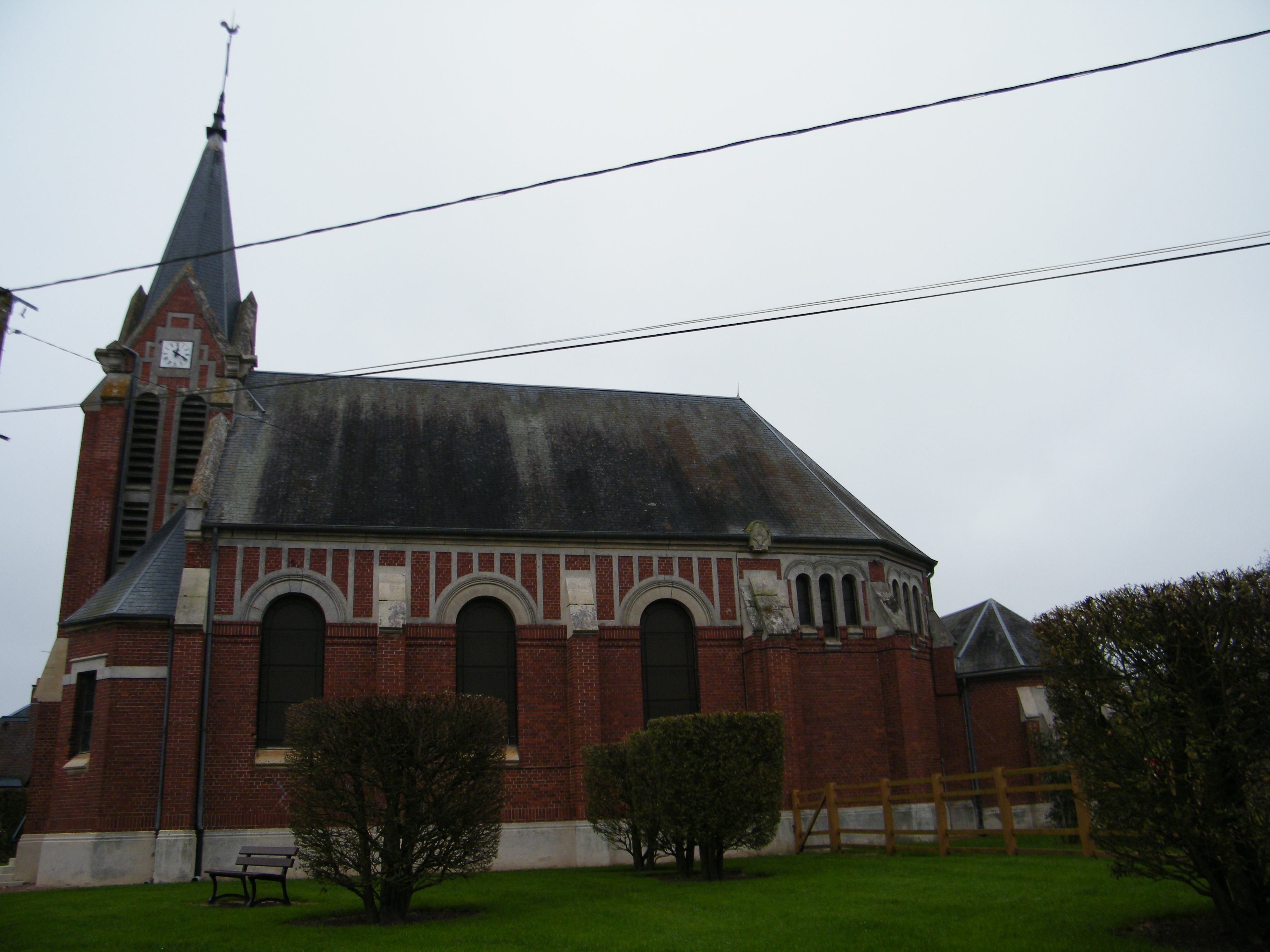

La piràmide de població per edats i sexe el 2009 era:
| Homes | Edats   | Dones |
| ----- | ------- | ----- |
| 0     | 95 o +  | 0     |
| 0     | 90 a 94 | 0     |
| 0     | 85 a 89 | 4     |
| 0     | 80 a 84 | 4     |
| 8     | 75 a 79 | 0     |
| 4     | 70 a 74 | 8     |
| 0     | 65 a 69 | 0     |
| 0     | 60 a 64 | 4     |
| 0     | 55 a 59 | 0     |
| 8     | 50 a 54 | 0     |
| 0     | 45 a 49 | 12    |
| 8     | 40 a 44 | 8     |
| 16    | 35 a 39 | 4     |
| 4     | 30 a 34 | 16    |
| 4     | 25 a 29 | 0     |
| 0     | 20 a 24 | 4     |
| 0     | 15 a 19 | 8     |
| 8     | 10 a 14 | 12    |
| 8     | 5 a 9   | 4     |
| 16    | 0 a 4   | 0     |

## Economia

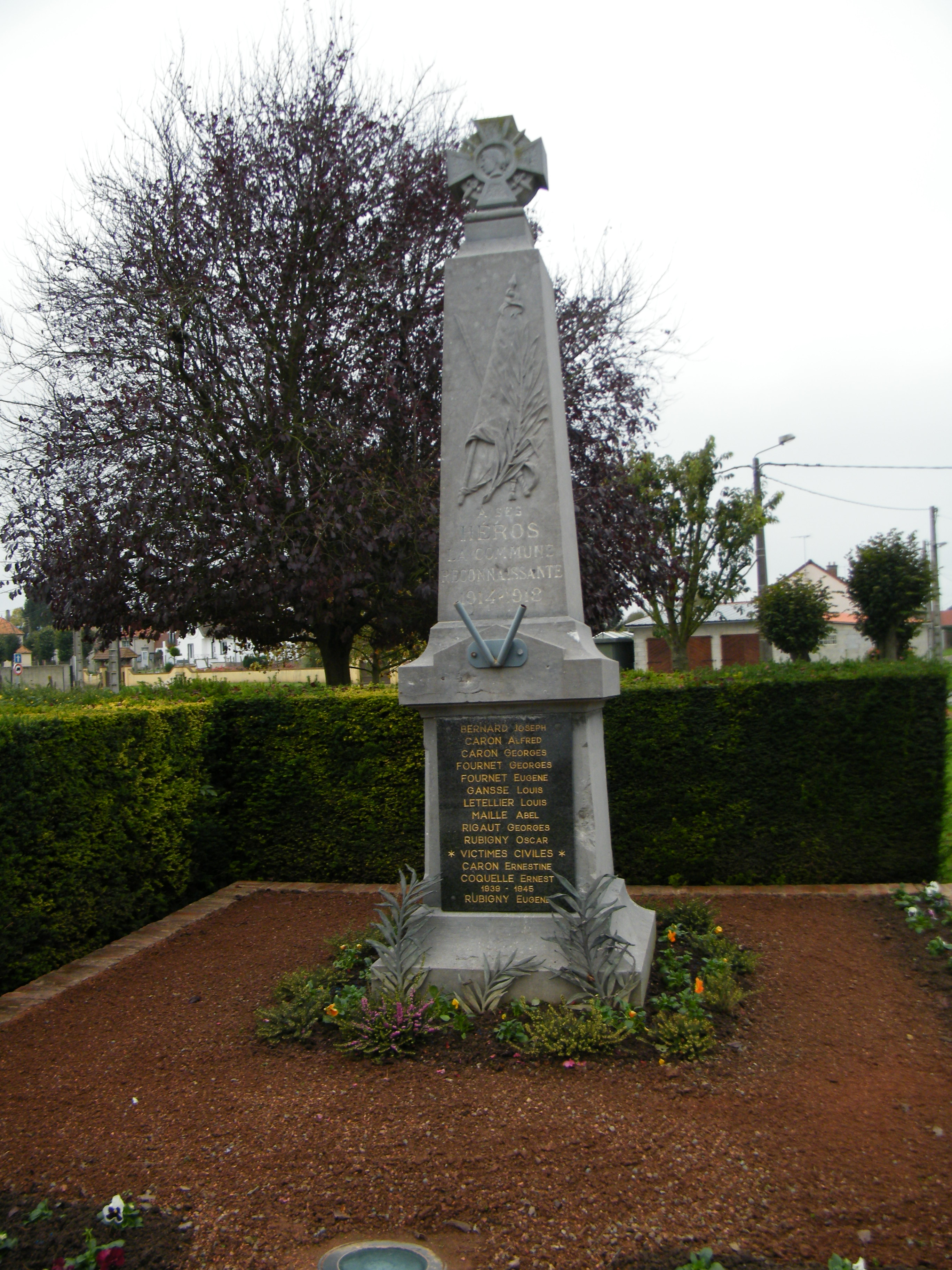

El 2007 la població en edat de treballar era de 115 persones, 86 eren actives i 29 eren inactives. De les 86 persones actives 75 estaven ocupades (44 homes i 31 dones) i 12 estaven aturades (3 homes i 9 dones). De les 29 persones inactives 6 estaven jubilades, 9 estaven estudiant i 14 estaven classificades com a «altres inactius».

### Ingressos
El 2009 a Chilly hi havia 70 unitats fiscals que integraven 195 persones, la mediana anual d'ingressos fiscals per persona era de 18.704 €.

### Activitats econòmiques

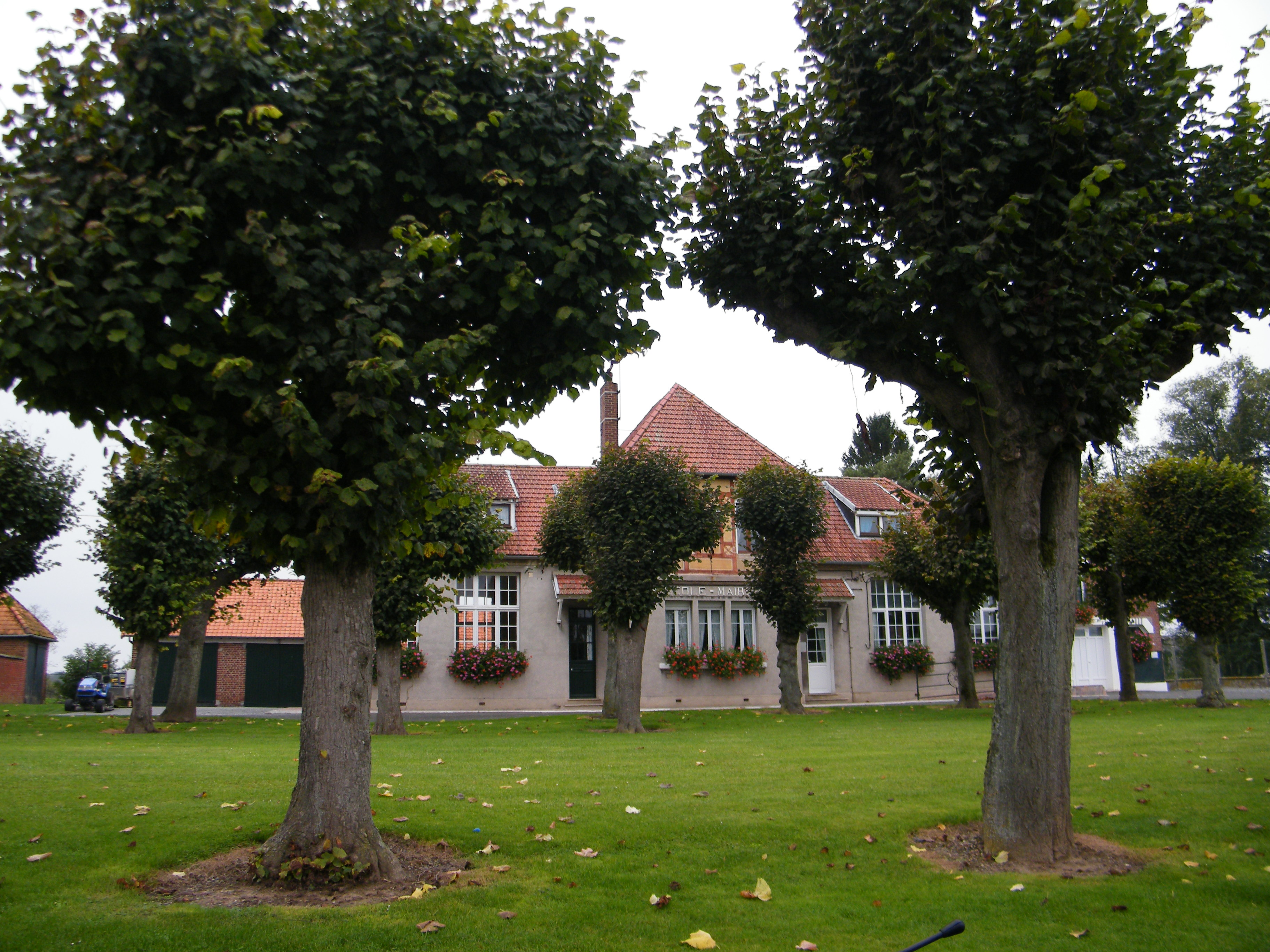

Dels 2 establiments que hi havia el 2007, 1 era d'una empresa de construcció i 1 d'una entitat de l'administració pública.
L'únic servei als particulars que hi havia el 2009 era un guixaire pintor.
L'any 2000 a Chilly hi havia 7 explotacions agrícoles que ocupaven un total de 356 hectàrees.

## Poblacions més properes
El següent diagrama mostra les poblacions més properes.